# هربرت ستيوارت
هربرت ستيوارت (بالإنجليزية: Herbert Stewart)‏ (30 يونيو 1843 في المملكة المتحدة - 16 فبراير 1885 في السودان) هو عسكري ولاعب كريكت بريطاني (وحمل سابقاً جنسية المملكة المتحدة لبريطانيا العظمى وأيرلندا).

## وصلات خارجية
- هربرت ستيوارت على موقع إي آس بي آن كريك إنفو (الإنجليزية)